# Cesson-Sévigné
Cesson-Sévigné ist eine Gemeinde im Département Ille-et-Vilaine in der Region Bretagne im Nordwesten Frankreichs.

## Geographie
Die Gemeinde wird vom Fluss Vilaine durchquert, an der südlichen Grenze verläuft in einem kurzen Abschnitt sein Zufluss Blosne.
Der Lage der Gemeinde Cesson-Sévigné im Einzugsbereich von Rennes verdankt der Ort ein starkes Bevölkerungswachstum. Noch Anfang der 1960er Jahre lebten nur etwa 3500 Menschen im Ort. Bis zum Ende des Jahrtausends hatte sich die Einwohnerzahl mehr als vervierfacht. Aktuell sind es 18.076 Einwohner (Stand 1. Januar 2022).
Überregional bekannt ist der Dienstleistungskonzern Samsic, der seinen Sitz in Cesson-Sévigné hat.

## Geschichte
Sévigné war im Mittelalter ein Lehen der Familie de Sévigné, benannt nach dem Schloss Sévigné (château de Sévigné) in Gévezé. Ihr Grundbesitz erstreckten sich über die Dörfer Cesson, Noyal-sur-Vilaine, Acigné und Brécé.
In den Auseinandersetzungen für und wider den Laizismus, die Frankreich am Ende des 19. Jahrhunderts spalteten, standen die Bürger von Cesson mit großer Mehrheit auf der Seite derer, die die Freiheit der katholischen Kirche verteidigten, auch nachdem das Gesetz vom 1. Juli 1901 verabschiedet worden war. 531 Einwohner der Gemeinde Cesson unterzeichneten eine Petition, in der sie sich gegen dieses Gesetz verwahrten – ein außerordentlich hoher Bevölkerungsanteil.

### Bevölkerungsentwicklung
| Jahr                       | 1962 | 1968 | 1975 | 1982   | 1990   | 1999   | 2006   | 2017   |
| Einwohner                  | 3467 | 3658 | 6424 | 10.451 | 12.708 | 14.344 | 15.627 | 17.526 |
| Quellen: Cassini und INSEE |      |      |      |        |        |        |        |        |

## Städtepartnerschaften
Cesson-Sévigné pflegt Partnerschaften mit der deutschen Stadt Waltrop im nördlichen Ruhrgebiet und der irischen Ortschaft Carrick-on-Shannon.

## Sehenswürdigkeiten

Kirche Saint-Martin

- Kirche Saint-Martin